# 瓦莱耶 (塔恩-加龙省)
瓦莱耶（法語：Valeilles，法語發音：[valɛj]）是法国奧克西塔尼大區塔恩-加龙省的一个市镇，属于卡斯泰尔萨拉桑区。

## 地理
瓦莱耶（44°21'48"N, 0°55'21"E）面积13.75 平方千米，位于法国奧克西塔尼大區塔恩-加龙省，该省份为法国西南部内陆省份，北起顺时针与洛特省、阿韦龙省、塔恩省、上加龙省、热尔省和洛特-加龙省接壤。
与瓦莱耶接壤的市镇（或旧市镇、城区）包括：昂泰、卡济德罗克、多斯、马苏莱斯、佩讷达日奈、罗克科尔、圣博泽。

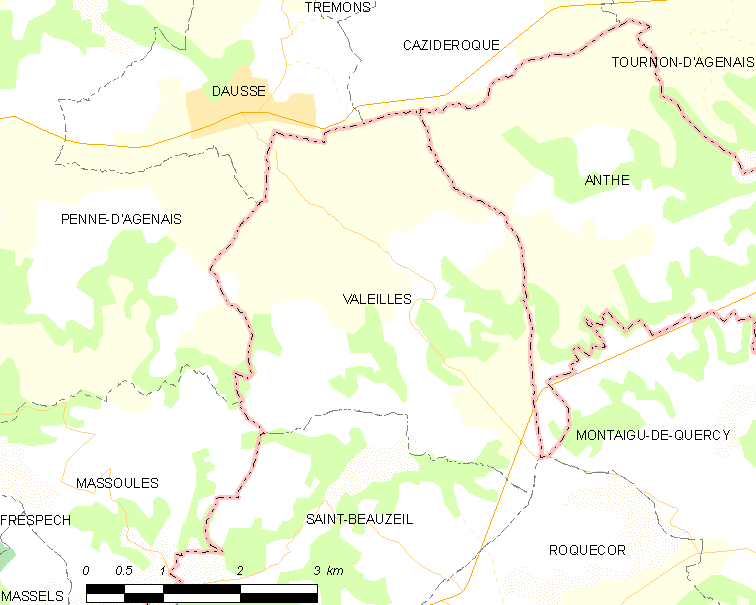
的OSM定位图

瓦莱耶的时区为UTC+01:00、UTC+02:00（夏令时）。

## 行政
瓦莱耶的邮政编码为82150，INSEE市镇编码为82185。

## 政治
瓦莱耶所属的省级选区为塞尔地区-南凯尔西县。

## 人口

1962-2008年间人口变化图示

瓦莱耶于2022年1月1日时的人口数量为244人。